# Elifaz
Elifaz (hebrejsky אֱלִיפַז, v oficiálním přepisu do angličtiny Elifaz) je vesnice typu kibuc v Izraeli, v Jižním distriktu, v Oblastní radě Chevel Ejlot.

## Geografie
Leží v nadmořské výšce 112 metrů v jižní části údolí vádí al-Araba, do kterého zde ústí vádí Nachal Timna, cca 134 kilometrů od jižního břehu Mrtvého moře. Západně od obce se prudce zvedá aridní oblast pouště Negev.
Obec se nachází 183 kilometrů od břehu Středozemního moře, cca 253 kilometrů jihovýchodně od centra Tel Avivu, cca 220 kilometrů jižně od historického jádra Jeruzalému a 27 kilometrů severně od města Ejlat. Elifaz obývají Židé, přičemž osídlení v tomto regionu je etnicky převážně židovské. Obec je jen 3 kilometry vzdálena od mezinárodní hranice mezi Izraelem a Jordánskem.
Elifaz je na dopravní síť napojen pomocí dálnice číslo 90.

## Dějiny
Elifaz byl založen v roce 1982. Jeho zakladateli byli členové polovojenských oddílů Nachal. Původně se osada nazývala Nachal Elifaz. V roce 1983 se změnila na ryze civilní sídlo. Osadníci se sem nastěhovali v zimě 1983. Předtím procházeli výcvikem v kibucu Gazit. Jméno kibucu je odvozeno od biblické postavy Elífaze Témanského zmiňovaného v Knize Jób 2,11 Na budování vesnice se podílela Židovská agentura.
V obci funguje společenské středisko, ve výstavbě je plavecký bazén a sportovní areály. Kibuc prošel privatizací a zbavil se prvků kolektivismu ve svém hospodaření. Místní ekonomika je založena na zemědělství (palmové háje, skleníkové hospodaření, produkce mléka). Poblíž vesnice se nachází údolí Timna, turisticky využívaná starověká archeologická lokalita.

## Demografie
Obyvatelstvo kibucu je sekulární. Podle údajů z roku 2014 tvořili naprostou většinu obyvatel v Elifaz Židé (včetně statistické kategorie "ostatní", která zahrnuje nearabské obyvatele židovského původu ale bez formální příslušnosti k židovskému náboženství).
Jde o menší obec vesnického typu s rostoucí populací. K 31. prosinci 2014 zde žilo 121 lidí. Během roku 2014 počet obyvatel stoupl o 12,0 %.
| Rok            | 1983 | 1995 | 2001 | 2003 | 2004 | 2005 | 2006 | 2007 | 2008 | 2009 | 2010 | 2011 | 2012 | 2013 | 2014 |
| -------------- | ---- | ---- | ---- | ---- | ---- | ---- | ---- | ---- | ---- | ---- | ---- | ---- | ---- | ---- | ---- |
| Počet obyvatel | 41   | 51   | 38   | 44   | 45   | 56   | 61   | 65   | 81   | 108  | 99   | 93   | 96   | 108  | 121  |